# Bela Crkva
Bela Crkva (serbocroata cirílico: Бела Црква; rumano: Biserica Albă; húngaro: Fehértemplom) es un municipio y villa de Serbia perteneciente al distrito de Banato del Sur de la provincia autónoma de Voivodina.
En 2011 su población era de 17 285 habitantes, de los cuales 8868 vivían en la villa y el resto en las 13 pedanías del municipio. La mayoría de los habitantes son étnicamente serbios (12 715 habitantes), con minorías de rumanos (842 habitantes), gitanos (791 habitantes) y magiares (425 habitantes).
Se ubica unos 60 km al este de Belgrado, junto a la frontera con Rumania.

## Pedanías
Además de la villa de Bela Crkva, el municipio incluye las siguientes pedanías:
- Banatska Palanka
- Banatska Subotica
- Vračev Gaj
- Grebenac
- Dobričevo
- Dupljaja
- Jasenovo
- Kajtasovo
- Kaluđerovo
- Kruščica
- Kusić
- Crvena Crkva
- Češko Selo